# Józef Bielawski (arabista)
Józef Bielawski (ur. 12 sierpnia 1910 w Starej Wsi, zm. 19 września 1997 w Warszawie) – polski arabista i islamista, twórca pierwszych stacjonarnych polskich studiów islamistycznych. Stworzył od podstaw nowoczesną i największą w Polsce arabistykę na Wydziale Orientalistycznym Uniwersytetu Warszawskiego, gdzie po dziś dzień kontynuuje się zapoczątkowane przez niego kierunki badań.

## Życiorys
W 1938 ukończył studia prawnicze na Uniwersytecie Jagiellońskim, a dodatkowo studiował literatury i języki orientalne – arabski, perski i turecki u prof. Tadeusza Kowalskiego. Po uzyskaniu w 1947 tytułu doktora prawa przeniósł się do Instytutu Orientalistycznego UW, gdzie pracował jako asystent. W latach 1948–1950 przebywał w Turcji jako attaché kulturalny ambasady polskiej. W 1951 doktoryzował się z orientalistyki, w 1955 został docentem, 4 marca 1968 mianowany profesorem nadzwyczajnym. W 1969 założył Towarzystwo Przyjaźni Polsko-Arabskiej, a w 1979 został członkiem Irackiej Akademii Nauk w Bagdadzie. Do ostatnich dni swego życia, już jako profesor emerytowany, współpracował z Zakładem Arabistyki i Islamistyki UW, gdzie prowadził seminaria islamistyczne i od 31 marca 1969 był jego kierownikiem.
Tłumaczył z języka arabskiego na język polski między innymi traktaty filozoficzne, pozycje z klasycznej i współczesnej literatury arabskiej. Jako pierwszy w Polsce przełożył z oryginału arabskiego Koran. Napisał także kilka książek dotyczących islamu, filozofii muzułmańskiej i kultury arabskiej.
Mieszkał w Warszawie przy ul. Sewerynów (położonej w pobliżu wjazdu na Uniwersytet od strony ul. Oboźnej). W latach 1957–1976 działał w zarządzie Spółdzielni Mieszkaniowej Profesorów UW, gdzie był sekretarzem, a następnie prezesem zarządu.
Został pochowany na Cmentarzu Wojskowym na Powązkach w Warszawie (kwatera A-1-41).

## Publikacje

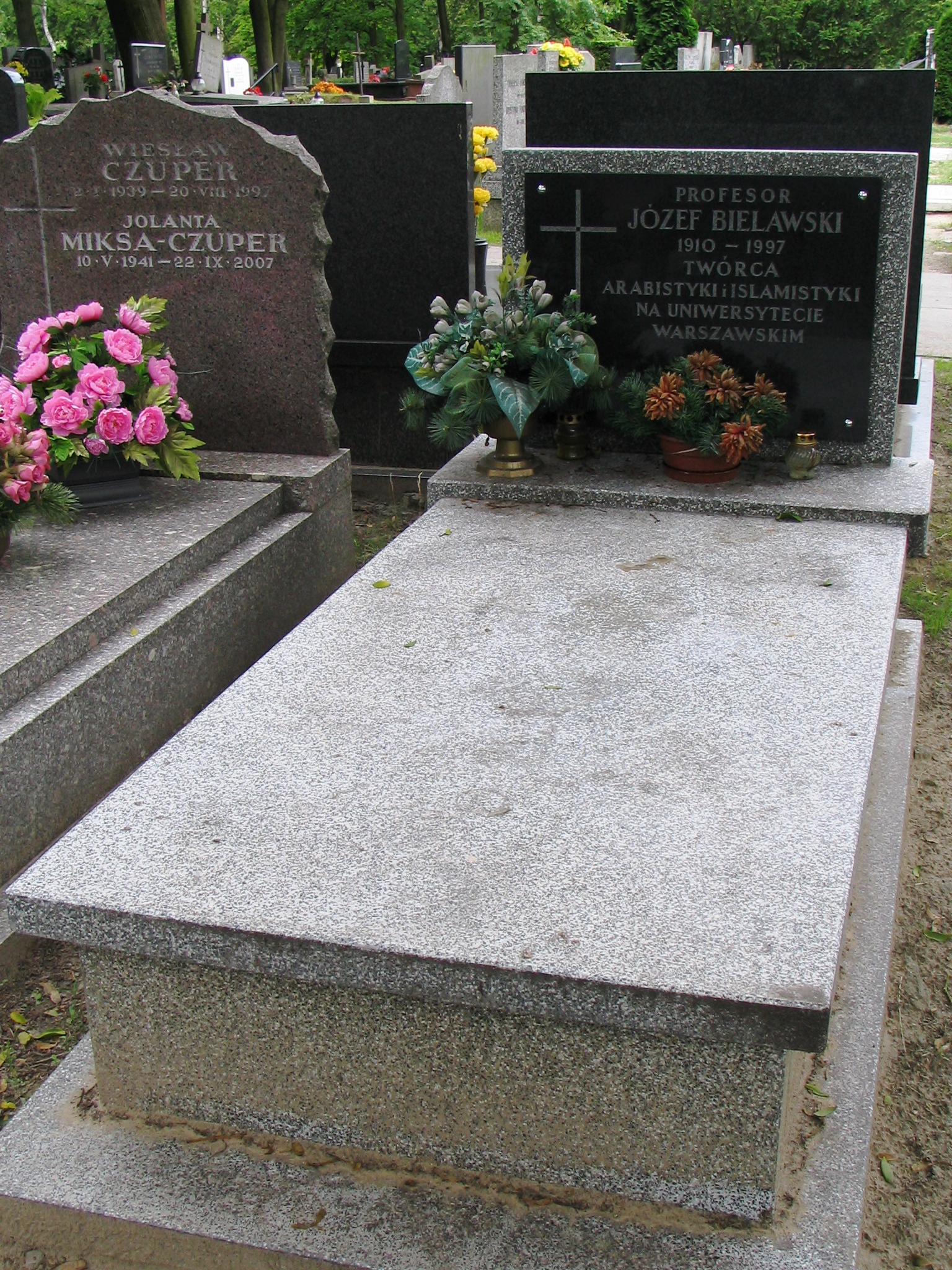
Grób Prof. Józefa Bielawskiego na Powązkach; Warszawa, 23 lipca 2008

- red., współaut. z S. Płaskowicką-Rymkiewiczową, Wypisy z literatury tureckiej okresu nowoczesnego, PWN, Warszawa 1953.
- Książka w świecie islamu, Ossolineum, Wrocław 1961.
- red., współaut. z H. Mukarkarem, Wypisy z literatury arabskiej. Część I. Poezja staroarabska i literatura okresu Omajjadów, Wydawnictwa Uniwersytetu Warszawskiego, Warszawa 1965.
- red., współaut. z H. Mukarkarem, Wypisy z literatury arabskiej. Część II. Poezja i proza złotego wieku Abbasydów, Wydawnictwa Uniwersytetu Warszawskiego, Warszawa 1966.
- Historia literatury arabskiej. Zarys, Ossolineum, Wrocław 1968.
- red., współaut. z H. Mukarkarem, Wypisy z literatury arabskiej. Część III. Poezja i proza arabskiej Hiszpanii – Andaluzji, Wydawnictwa Uniwersytetu Warszawskiego, Warszawa 1968.
- współaut. z M. Plezią, Lettre d’Aristote à Alexandre sun la politique envers les cités, Ossolineum, Wrocław 1970.
- red., współaut. z H. Al-Dżamalim, Wypisy z literatury arabskiej. Część IV. Nowa literatura arabska; współczesna nowela w Egipcie, Wydawnictwa Uniwersytetu Warszawskiego, Warszawa 1971.
- red., Mały słownik kultury świata arabskiego, Wiedza Powszechna, Warszawa 1971.
- Islam, religia państwa i prawa, Wiedza Powszechna, Warszawa 1973.
- red., współaut. z K. Skarżyńską-Bocheńską, J. Jasińską, Nowa i współczesna literatura arabska 19 i 20 w. Literatura arabskiego Wschodu, PWN, Warszawa 1978.
- Islam, Krajowa Agencja Wydawnicza, Warszawa 1980.
- red., współaut. z J. Kozłowską, E. Machut-Mendecką, K. Skarżyńską-Bocheńską, Nowa i współczesna literatura arabska 19 i 20 w. Literatura arabskiego Maghrebu, PWN, Warszawa 1989.
- Klasyczna literatura arabska. Zarys, Wydawnictwo Akademickie Dialog, Warszawa 1995.
- Ibn Chaldun, Wiedza Powszechna (seria Myśli i Ludzie), Warszawa 2000, ISBN 83-214-1057-X.

## Przekłady
- współaut. z E. Tryjarskim, Sabahattin Ali, Wrogowie. Opowiadania anatolijskie, Czytelnik, Warszawa 1953.
- Bozorg ‘Alawi, Jej oczy, Czytelnik, Warszawa 1955.
- Tufajl Ibn, Hayy ibn Yakzan. Opowieść filozoficzna, "Studia Mediewistyczne" 1958, nr 1.
- współaut. z F. Machalskim, E. Tryjarskim, W oazie i na stepie. Myśli muzułmańskiego Wschodu, Wiedza Powszechna, Warszawa 1958.
- Traktaty polityczno-etyczne al-Farabi’ego: Państwo doskonałe. Polityka państwowa, Ossolineum, Warszawa 1967, Wrocław 19702.
- współaut. z F. Machalskim, W oazie i na stepie. Myśli muzułmańskiego Wschodu, Wiedza Powszechna, Warszawa 1967.
- Usama ibn Munkidh, Kitab al-i’tibar, Ossolineum, Wrocław 1975.
- Taha Husajn, Księga dni, Instytut Wydawniczy PAX, Warszawa 1982.
- Koran. Z arabskiego przełożył i komentarzem opatrzył Józef Bielawski, PIW, Warszawa 1986, Warszawa 19972, Warszawa 20043 – ISBN 83-06-01168-6.

## Inne
- Księga dla uczczenia 75 rocznicy urodzin Józefa Bielawskiego, "Rocznik Orientalistyczny" 1984, vol. 33.
- Marek M. Dziekan, Profesor Józef Bielawski (1910-1997). Człowiek i dzieło, w: Szkice z dziejów polskiej orientalistyki. Tom IV, T. Majda (red.), Wydawnictwa Uniwersytetu Warszawskiego, Warszawa 2007, s. 9-25 Pobierz.